# トレヴァー・モリス
トレヴァー・モリス（莫理斯、英語: Trevor Morris、1965年 - ）は、香港出身の小説家。 ケンブリッジ大学で法律を学び、研究生活ののち2001年に帰国。
香港の歌手・俳優カレン・モクの兄。

## 作品リスト
- 辮髪のシャーロック・ホームズ　神探福邇の事件簿（原題『神探福邇，字摩斯』）